# Djebel Guerioun
Djebel Guerioun är ett berg i Algeriet.   Det ligger i provinsen Oum El Bouaghi, i den norra delen av landet, 300 km öster om huvudstaden Alger. Toppen på Djebel Guerioun är 1 452 meter över havet.
Terrängen runt Djebel Guerioun är kuperad åt sydost, men åt nordväst är den platt. Runt Djebel Guerioun är det ganska tätbefolkat, med 93 invånare per kvadratkilometer. Närmaste större samhälle är Aïn Kercha, 9,2 km söder om Djebel Guerioun. Omgivningarna runt Djebel Guerioun är i huvudsak ett öppet busklandskap.